# Kasséba-Samo
Ne doit pas être confondu avec Kasséba-Mossi.
Kasséba-Samo, également orthographié Kasba-Samo, est une commune rurale située dans le département de Gourcy de la province du Zondoma dans la région Nord au Burkina Faso.

## Géographie
Kasséba-Samo se trouve à environ 10 km au sud-ouest du centre de Gourcy, le chef-lieu départemental, et de la route nationale 2. Le village est sur la rive droite de la rivière Kourougui.

## Économie
L'économie du village repose sur l'agriculture maraîchère possible grâce à l'irrigation permise par la Kourougui.

## Santé et éducation
Kasséba-Samo accueille un centre de santé et de promotion sociale (CSPS) tandis que le centre médical (CM) de la province se trouve à Gourcy.